# Temporada 2019 de TCR Europe Touring Car Series
La temporada 2019 de TCR Europe Touring Car Series fue la cuarta del TCR Europe, y la segunda como serie indvidual. La temporada comenzó en el Hungaroring en abril y finalizó en el Autodromo Nazionale Monza en octubre.
Como parte del acuerdo con los promotores de la serie, en cinco de los siete eventos se disputó la Temporada 2019 de TCR BeNeLux Touring Car Championship con su cuarta edición. Además hubo una tercera competición, el TCR Eastern Europe Trophy en dos de los eventos del calendario, más otros cuatro en solitario.
Mikel Azcona es el campeón defensor, mientras que Hell Energy Racing with KCMG el campeón defensor de equipos. En el TCR BeNeLux Jean-Karl Vernay es el campeón defensor, al igual que el Leopard Lukoil Team WRT.

## Equipos y pilotos

### TCR Europe
| Equipo                                                  | Auto                         | N.º | Piloto                   | Rondas   |
| ------------------------------------------------------- | ---------------------------- | --- | ------------------------ | -------- |
| Boutsen Ginion Racing                                   | Honda Civic Type-R TCR (FK7) | 2   | Stéphane Lémeret         | 1        |
| Boutsen Ginion Racing                                   | Honda Civic Type-R TCR (FK7) | 50  | Tom Coronel              | 2–7      |
| PCR Sport With Georgia PCR Sport                        | CUPRA León TCR               | 3   | Davit Kajaia             | 1–5      |
| PCR Sport With Georgia PCR Sport                        | CUPRA León TCR               | 27  | John Filippi             | 6–7      |
| Wolf-Power Racing                                       | Renault Mégane RS TCR        | 5   | Alex Morgan              | 1–2      |
| Wolf-Power Racing                                       | CUPRA León TCR               | 5   | Alex Morgan              | 4–6      |
| DG Sport Compétition                                    | Peugeot 308 TCR              | 7   | Aurélien Comte           | Todas    |
| M1RA                                                    | Hyundai i30 N TCR            | 8   | Luca Engstler            | Todas    |
| M1RA                                                    | Hyundai i30 N TCR            | 67  | Zsolt Szabó              | 5–7      |
| M1RA                                                    | Hyundai i30 N TCR            | 99  | Dániel Nagy              | 1–4      |
| Target Competition Autodis Racing by Target Competition | Hyundai i30 N TCR            | 9   | Josh Files               | Todas    |
| Target Competition Autodis Racing by Target Competition | Hyundai i30 N TCR            | 19  | Andreas Bäckman          | Todas    |
| Target Competition Autodis Racing by Target Competition | Hyundai i30 N TCR            | 26  | Jessica Bäckman          | Todas    |
| Target Competition Autodis Racing by Target Competition | Hyundai i30 N TCR            | 58  | Dominik Baumann          | 5–7      |
| Target Competition Autodis Racing by Target Competition | Hyundai i30 N TCR            | 62  | Dušan Borković           | 1–4      |
| Target Competition Autodis Racing by Target Competition | Hyundai i30 N TCR            | 70  | Maťo Homola              | Todas    |
| PSS Racing Team                                         | Honda Civic Type-R TCR (FK7) | 10  | Viktor Davidovski        | Todas    |
| M Racing                                                | Hyundai i30 N TCR            | 12  | Nelson Panciatici        | Todas    |
| M Racing                                                | Hyundai i30 N TCR            | 25  | Natan Bihel              | Todas    |
| VRC-Team                                                | Audi RS3 LMS TCR (2017)      | 14  | Klim Gavrilov            | 3, 7     |
| Comtoyou Racing                                         | Audi RS3 LMS TCR (2017)      | 15  | Sami Taoufik             | 7        |
| Comtoyou Racing                                         | Audi RS3 LMS TCR (2017)      | 16  | Gilles Magnus            | Todas    |
| Brutal Fish Racing Team                                 | Honda Civic Type-R TCR (FK7) | 17  | Martin Ryba              | Todas    |
| Brutal Fish Racing Team                                 | Honda Civic Type-R TCR (FK7) | 18  | Paul Ip                  | 7        |
| Brutal Fish Racing Team                                 | Honda Civic Type-R TCR (FK7) | 22  | Josh Burdon              | 7        |
| Brutal Fish Racing Team                                 | Honda Civic Type-R TCR (FK7) | 123 | Daniel Lloyd             | 2–7      |
| JSB Compétition                                         | CUPRA León TCR               | 21  | Marie Baus-Coppens       | 1–3, 6–7 |
| JSB Compétition                                         | Peugeot 308 TCR              | 24  | Julien Briché            | Todas    |
| JSB Compétition                                         | Peugeot 308 TCR              | 44  | Lilou Wadoux             | 1–3      |
| Zengő Motorsport                                        | CUPRA León TCR               | 23  | Tamás Tenke              | 2–7      |
| Vuković Motorsport                                      | Renault Mégane RS TCR        | 27  | John Filippi             | 1–4      |
| Vuković Motorsport                                      | Renault Mégane RS TCR        | 85  | Guilherme Salas          | 7        |
| Vuković Motorsport                                      | Renault Mégane RS TCR        | 100 | Jack Young               | 6        |
| BRC Racing Team                                         | Hyundai i30 N TCR            | 30  | Luca Filippi             | Todas    |
| Stian Paulsen Racing                                    | CUPRA León TCR               | 34  | Stian Paulsen            | 2–4, 7   |
| Essex & Kent Motorsport                                 | Hyundai i30 N TCR            | 38  | Lewis Kent               | 3        |
| WestCoast Racing                                        | Volkswagen Golf GTI TCR      | 45  | Gianni Morbidelli        | Todas    |
| WestCoast Racing                                        | Volkswagen Golf GTI TCR      | 46  | Olli Parhankangas        | Todas    |
| Team WRT                                                | Audi RS3 LMS TCR (2017)      | 55  | Santiago Urrutia         | Todas    |
| Team WRT                                                | Volkswagen Golf GTI TCR      | 88  | Maxime Potty             | Todas    |
| Team WRT                                                | Volkswagen Golf GTI TCR      | 116 | Ashley Sutton            | 3        |
| Team Clairet Sport                                      | Peugeot 308 TCR              | 66  | Gilles Colombani         | 4, 6     |
| Team Clairet Sport                                      | Peugeot 308 TCR              | 77  | Sylvain Poussier         | 5        |
| Team Clairet Sport                                      | Peugeot 308 TCR              | 81  | Stéphane Ventaja         | 1–3      |
| Team Clairet Sport                                      | Peugeot 308 TCR              | 111 | Teddy Clairet            | Todas    |
| Team Clairet Sport                                      | Peugeot 308 TCR              | 112 | Jimmy Clairet            | Todas    |
| QMMF Racing by PCR Sport                                | CUPRA León TCR               | 96  | Abdullah Ali Al Khelaifi | 1–3, 5–7 |
| Carville Racing                                         | Volkswagen Golf GTI TCR      | 91  | Grigoriy Burlutskiy      | 7        |
| Legutko Racing – ADAC Berlin                            | Honda Civic Type-R TCR (FK2) | 117 | Albert Legutko           | 7        |
| ALM Honda Racing                                        | Honda Civic Type-R TCR (FK7) | 204 | Robin Vaks               | 6        |
| ALM Honda Racing                                        | Honda Civic Type-R TCR (FK7) | 223 | Mattias Vahtel           | 6        |
| Tecnicars Racing Team                                   | CUPRA León TCR               | 216 | Evgeny Leonov            | 6        |
| Team Novadriver                                         | Audi RS3 LMS TCR (2017)      | 224 | Gustavo Moura            | 6        |
| Veloso Motorsport                                       | CUPRA León TCR               | 226 | Francisco Mora           | 6        |
| RTM Motorsport                                          | Volkswagen Golf GTI TCR      | 307 | Maciej Łaszkiewicz       | 1        |
| Fullín Race Academy                                     | CUPRA León TCR               | 322 | Carol Wittke             | 1        |
| Fullín Race Academy                                     | CUPRA León TCR               | 376 | Petr Čížek               | 1        |
| GT2 Motorsport                                          | Volkswagen Golf GTI TCR      | 324 | Jáchym Galáš             | 1        |
| ASK Vesnić                                              | CUPRA León TCR               | 331 | Milovan Vesnić           | 1        |
| ASK Vesnić                                              | Honda Civic Type-R TCR (FK2) | 377 | Jakub Wyszomirski        | 1        |
| GM Racing                                               | Audi RS3 LMS TCR (2017)      | 332 | Rudolf Pešović           | 1        |
| K2 Engineering                                          | Hyundai i30 N TCR            | 359 | Dušan Kouřil             | 1        |
| Auto Klub Dubrovnik Racing                              | CUPRA León TCR               | 374 | Žarko Knego              | 1        |

### TCR BeNeLux
| Equipo                                                  | Auto                         | N.º | Piloto             | Rondas |
| ------------------------------------------------------- | ---------------------------- | --- | ------------------ | ------ |
| Boutsen Ginion Racing                                   | Honda Civic Type-R TCR (FK7) | 2   | Stéphane Lémeret   | 1      |
| Boutsen Ginion Racing                                   | Honda Civic Type-R TCR (FK7) | 50  | Tom Coronel        | 2–5    |
| DG Sport Compétition                                    | Peugeot 308 TCR              | 7   | Aurélien Comte     | Todas  |
| Target Competition Autodis Racing by Target Competition | Hyundai i30 N TCR            | 9   | Josh Files         | Todas  |
| Target Competition Autodis Racing by Target Competition | Hyundai i30 N TCR            | 62  | Dušan Borković     | 1–3    |
| Target Competition Autodis Racing by Target Competition | Hyundai i30 N TCR            | 70  | Maťo Homola        | Todas  |
| Comtoyou Racing                                         | Audi RS3 LMS TCR (2017)      | 15  | Sami Taoufik       | 5      |
| Comtoyou Racing                                         | Audi RS3 LMS TCR (2017)      | 16  | Gilles Magnus      | Todas  |
| JSB Compétition                                         | CUPRA León TCR               | 21  | Marie Baus-Coppens | Todas  |
| JSB Compétition                                         | Peugeot 308 TCR              | 24  | Julien Briché      | Todas  |
| JSB Compétition                                         | Peugeot 308 TCR              | 44  | Lilou Wadoux       | 1–3    |
| Team WRT                                                | Audi RS3 LMS TCR (2017)      | 55  | Santiago Urrutia   | Todas  |
| Team WRT                                                | Volkswagen Golf GTI TCR      | 88  | Maxime Potty       | Todas  |
| Team WRT                                                | Volkswagen Golf GTI TCR      | 116 | Ashley Sutton      | 3      |

## Calendario
El calendario fue anunciado el 5 de diciembre de 2018 con 7 rondas establecidas. La segunda ronda, prevista en Países Bajos, fue reemplazada el 28 de enero de 2019 conHockenheimring. Cinco de los siete eventos fueron también válidos por el TCR BeNeLux Touring Car Championship.
| Rnd. | Rnd. | Circuito                                              | Fecha            | Soporte                                              |
| ---- | ---- | ----------------------------------------------------- | ---------------- | ---------------------------------------------------- |
| 1    | 1    | Hungaroring, Mogyoród, Hungría                        | 28 de abril      | Copa Mundial de Turismos TCR Eastern Europe Trophy   |
| 1    | 2    | Hungaroring, Mogyoród, Hungría                        | 28 de abril      | Copa Mundial de Turismos TCR Eastern Europe Trophy   |
| 2    | 3    | Hockenheimring, Hockenheim, Alemania                  | 25 de mayo       | International GT Open                                |
| 2    | 4    | Hockenheimring, Hockenheim, Alemania                  | 26 de mayo       | International GT Open                                |
| 3    | 5    | Circuito de Spa-Francorchamps, Spa, Bélgica           | 8 de junio       | International GT Open Copa Mundial de Turismos       |
| 3    | 6    | Circuito de Spa-Francorchamps, Spa, Bélgica           | 9 de junio       | International GT Open Copa Mundial de Turismos       |
| 4    | 7    | Red Bull Ring, Spielberg, Austria                     | 13 de julio      |                                                      |
| 4    | 8    | Red Bull Ring, Spielberg, Austria                     | 14 de julio      |                                                      |
| 5    | 9    | Motorsport Arena Oschersleben, Oschersleben, Alemania | 3 de agosto      |                                                      |
| 5    | 10   | Motorsport Arena Oschersleben, Oschersleben, Alemania | 4 de agosto      |                                                      |
| 6    | 11   | Circuito de Barcelona-Cataluña, Montmeló, España      | 21 de septiembre | International GT Open TCR Ibérico Touring Car Series |
| 6    | 12   | Circuito de Barcelona-Cataluña, Montmeló, España      | 22 de septiembre | International GT Open TCR Ibérico Touring Car Series |
| 7    | 13   | Autodromo Nazionale di Monza, Monza, Italia           | 12 de octubre    | International GT Open TCR Eastern Europe Trophy      |
| 7    | 14   | Autodromo Nazionale di Monza, Monza, Italia           | 13 de octubre    | International GT Open TCR Eastern Europe Trophy      |

## Resultados por carrera
| Rnd. | Rnd. | Circuito                       | Pole position   | Vuelta rápida     | Piloto ganador  | Equipo ganador                       | Ganador TCR BeNeLux | Resultados |
| ---- | ---- | ------------------------------ | --------------- | ----------------- | --------------- | ------------------------------------ | ------------------- | ---------- |
| 1    | 1    | Hungaroring                    | Maťo Homola     | Nelson Panciatici | Maťo Homola     | Autodis Racing by Target Competition | Maťo Homola         | Resultados |
| 1    | 2    | Hungaroring                    |                 | Josh Files        | Julien Briché   | JSB Compétition                      | Julien Briché       | Resultados |
| 2    | 3    | Hockenheimring                 | Josh Files      | Josh Files        | Josh Files      | Autodis Racing by Target Competition | Josh Files          | Resultados |
| 2    | 4    | Hockenheimring                 |                 | Andreas Bäckman   | Julien Briché   | JSB Compétition                      | Julien Briché       | Resultados |
| 3    | 5    | Circuito de Spa-Francorchamps  | Gilles Magnus   | Santiago Urrutia  | Gilles Magnus   | Comtoyou Racing                      | Gilles Magnus       | Resultados |
| 3    | 6    | Circuito de Spa-Francorchamps  |                 | Dušan Borković    | Julien Briché   | JSB Compétition                      | Julien Briché       | Resultados |
| 4    | 7    | Red Bull Ring                  | Luca Filippi    | Josh Files        | Josh Files      | Autodis Racing by Target Competition |                     | Resultados |
| 4    | 8    | Red Bull Ring                  |                 | Maxime Potty      | Luca Engstler   | M1RA                                 |                     | Resultados |
| 5    | 9    | Motorsport Arena Oschersleben  | Andreas Bäckman | Nelson Panciatici | Daniel Lloyd    | Brutal Fish Racing Team              |                     | Resultados |
| 5    | 10   | Motorsport Arena Oschersleben  |                 | Luca Engstler     | Alex Morgan     | Wolf-Power Racing                    |                     | Resultados |
| 6    | 11   | Circuito de Barcelona-Cataluña | Andreas Bäckman | Julien Briché     | Andreas Bäckman | Target Competition                   | Julien Briché       | Resultados |
| 6    | 12   | Circuito de Barcelona-Cataluña |                 | Gilles Magnus     | Daniel Lloyd    | Brutal Fish Racing Team              | Gilles Magnus       | Resultados |
| 7    | 13   | Autodromo Nazionale di Monza   | Julien Briché   | Josh Files        | Julien Briché   | JSB Compétition                      | Julien Briché       | Resultados |
| 7    | 14   | Autodromo Nazionale di Monza   |                 | Julien Briché     | Josh Files      | Autodis Racing by Target Competition | Josh Files          | Resultados |

## Puntuaciones
| Pos.          | 1.º           | 2.º           | 3.º           | 4.º           | 5.º           | 6.º           | 7.º           | 8.º           | 9.º           | 10.º          | 11.º          | 12.º          | 13.º          | 14.º          | 15.º          |
| Clasificación | Clasificación | Clasificación | Clasificación | Clasificación | Clasificación | Clasificación | Clasificación | Clasificación | Clasificación | Clasificación | Clasificación | Clasificación | Clasificación | Clasificación | Clasificación |
| ------------- | ------------- | ------------- | ------------- | ------------- | ------------- | ------------- | ------------- | ------------- | ------------- | ------------- | ------------- | ------------- | ------------- | ------------- | ------------- |
| Pts.          | 5             | 4             | 3             | 2             | 1             |               |               |               |               |               |               |               |               |               |               |
| Carrera       |               |               |               |               |               |               |               |               |               |               |               |               |               |               |               |
| Pts.          | 40            | 35            | 30            | 27            | 24            | 21            | 18            | 15            | 13            | 11            | 9             | 7             | 5             | 3             | 1             |

## Clasificaciones

### TCR Europe

#### Campeonato de Pilotos
| Pos. | Piloto                   | HUN | HUN | HOC | HOC | SPA | SPA | RBR | RBR | OSC  | OSC | BAR | BAR | MNZ | MNZ | Pts. |
| ---- | ------------------------ | --- | --- | --- | --- | --- | --- | --- | --- | ---- | --- | --- | --- | --- | --- | ---- |
| 1    | Josh Files               | 24  | 8   | 1   | 8   | Ret | 14  | 12  | 2   | 3    | 3   | 212 | 5   | 3   | 1   | 352  |
| 2    | Julien Briché            | DSQ | 1   | 4   | 1   | Ret | 1   | Ret | 12  | 10   | 14  | 23  | 3   | 1   | 2   | 314  |
| 3    | Santiago Urrutia         | Ret | 6   | 6   | 5   | 2   | 24  | Ret | 7   | 153  | 5   | 34  | 17  | 43  | 6   | 234  |
| 4    | Andreas Bäckman          | 102 | 14  | 5   | 4   | 13  | 3   | 12  | 9   | DSQ1 | 9   | 1   | 10  | 7   | 15  | 218  |
| 5    | Nelson Panciatici        | 3   | 5   | 12  | Ret | 16  | Ret | 43  | 4   | 104  | 8   | 5   | 6   | 10  | Ret | 205  |
| 6    | Gilles Magnus            | 65  | 2   | 82  | 9   | 1   | 26† | 17  | Ret | Ret5 | 10  | Ret | 2   | 6   | 20  | 202  |
| 7    | Aurélien Comte           | 7   | Ret | 7   | 2   | 45  | 5   | Ret | 10  | Ret  | 13  | 19  | 15  | 2   | 7   | 197  |
| 8    | Maťo Homola              | 1   | 11  | Ret | Ret | 7   | 2   | 9   | 6   | 6    | Ret | 13  | 16  | 5   | 14  | 194  |
| 9    | Luca Engstler            | 18  | 12  | 23  | 7   | 9   | 7   | 5   | 1   | Ret  | 7   | Ret | 11  | Ret | 12  | 192  |
| 10   | Daniel Lloyd             |     |     | Ret | 13  | 11  | 11  | 35  | 16  | 12   | Ret | 8   | 1   | Ret | 3   | 183  |
| 11   | Maxime Potty             | Ret | 9   | 34  | 6   | 3   | 23  | 8   | 8   | 9    | 20  | 14  | 14  | 20  | 9   | 161  |
| 12   | Tom Coronel              |     |     | 11  | 10  | 10  | 25  | 19  | 18  | 2    | 2   | 6   | 8   |     |     | 137  |
| 13   | Gianni Morbidelli        | 8   | Ret | Ret | 11  | 14  | 10  | 11  | 5   | 5    | Ret | 10  | 13  | Ret | 5   | 135  |
| 14   | Teddy Clairet            | 12  | 13  | 9   | 14  | DNS | 6   | Ret | 15  | 12   | 17  | 20  | 7   | 95  | 4   | 116  |
| 15   | Dominik Baumann          |     |     |     |     |     |     |     |     | 4    | 4   | 7   | 9   | 8   | 10  | 111  |
| 16   | Luca Filippi             | 11  | Ret | Ret | 12  | 15  | 8   | 21  | 21† | 7    | 11  | 28† | 25  | Ret | 11  | 99   |
| 17   | Alex Morgan              | 15  | Ret | 20  | DNS |     |     | 10  | 3   | Ret  | 1   | 26  | 12  |     |     | 89   |
| 18   | Dušan Borković           | 4   | 4   | 14  | Ret | 12  | Ret | 6   | DSQ |      |     |     |     |     |     | 85   |
| 19   | Jessica Bäckman          | 9   | 15  | 13  | 3   | 23  | 16  | Ret | 23† | Ret  | 6   | 16  | 27† | 26  | 18  | 70   |
| 20   | Jimmy Clairet            | 14  | 27† | 10  | 16  | 5   | 22  | 14  | 13  | Ret  | 15  | 245 | 29† | 17  | 8   | 63   |
| 21   | Dániel Nagy              | 5   | 3   | 23  | 15  | 17  | Ret | 13  | Ret |      |     |     |     |     |     | 60   |
| 22   | Jack Young               |     |     |     |     |     |     |     |     |      |     | 4   | 4   |     |     | 54   |
| 23   | Davit Kajaia             | 17  | 10  | 17  | 24  | 6   | Ret | 74  | Ret | DSQ  | 22† |     |     |     |     | 52   |
| 24   | Ashley Sutton            |     |     |     |     | 194 | 4   |     |     |      |     |     |     |     |     | 29   |
| 25   | Natan Bihel              | Ret | 26† | 16  | 26† | 18  | Ret | Ret | 11  | Ret  | 12  | 12  | 18  | 18  | 19  | 23   |
| 26   | Stian Paulsen            |     |     | Ret | Ret | 8   | 27† | Ret | 22† |      |     |     |     | 12  | 27  | 22   |
| 27   | Stéphane Lémeret         | 27  | 7   |     |     |     |     |     |     |      |     |     |     |     |     | 18   |
| 28   | Olli Parhankangas        | 22  | 16  | 21  | 17  | DNS | 9   | 16  | 17  | 13   | Ret | Ret | 21  | 22  | Ret | 18   |
| 29   | Tamás Tenke              |     |     | 25  | 25† | 21  | 12  | 15  | Ret | Ret  | Ret | 11  | 20  | 27  | Ret | 17   |
| 30   | Zsolt Szabó              |     |     |     |     |     |     |     |     | 8    | 16  | 15  | 26† |     |     | 16   |
| 31   | John Filippi             | 13  | Ret | 15  | 18  | 22  | 17  | Ret | Ret |      |     | 27† | Ret | 11  | 17  | 15   |
| 32   | Francisco Mora           |     |     |     |     |     |     |     |     |      |     | 9   | 19  |     |     | 13   |
| 33   | Viktor Davidovski        | 24  | 24  | 19  | 22  | 24  | 18  | Ret | 14  | 17   | 18  | 22  | Ret | 15  | 13  | 9    |
| 34   | Martin Ryba              | 16  | 29† | 22  | Ret | 26  | 13  | Ret | 19  | 14   | 19  | 18  | 22  | 21  | Ret | 8    |
| 35   | Klim Gavrilov            |     |     |     |     | 20  | 15  |     |     |      |     |     |     | 134 | 29  | 8    |
| 36   | Sami Taoufik             |     |     |     |     |     |     |     |     |      |     |     |     | 14  | 22  | 2    |
| -    | Josh Burdon              |     |     |     |     |     |     |     |     |      |     |     |     | 16  | 16  | 0    |
| -    | Abdullah Ali Al Khelaifi | 23  | 19  | 18  | 19  | 29† | Ret |     |     | 16   | Ret | Ret | Ret | 24  | 21  | 0    |
| -    | Milovan Vesnić           | 20  | 17  |     |     |     |     |     |     |      |     |     |     |     |     | 0    |
| -    | Robin Vaks               |     |     |     |     |     |     |     |     |      |     | 17  | 23  |     |     | 0    |
| -    | Stéphane Ventaja         | 26  | 18  | Ret | 20  | 27  | 20  |     |     |      |     |     |     |     |     | 0    |
| -    | Gilles Colombani         |     |     |     |     |     |     | 18  | 20  |      |     | Ret | Ret |     |     | 0    |
| -    | Sylvain Poussier         |     |     |     |     |     |     |     |     | 18   | 21  |     |     |     |     | 0    |
| -    | Lilou Wadoux             | 19  | 28† | Ret | 21  | 28† | DNS |     |     |      |     |     |     |     |     | 0    |
| -    | Marie Baus-Coppens       | Ret | 25  | 24  | 23  | Ret | 19  |     |     |      |     | Ret | 28† | 26  | 25  | 0    |
| -    | Guilherme Salas          |     |     |     |     |     |     |     |     |      |     |     |     | 19  | 28  | 0    |
| -    | Jakub Wyszomirski        | 25  | 20  |     |     |     |     |     |     |      |     |     |     |     |     | 0    |
| -    | Lewis Kent               |     |     |     |     | 25  | 21  |     |     |      |     |     |     |     |     | 0    |
| -    | Petr Čížek               | 28  | 21  |     |     |     |     |     |     |      |     |     |     |     |     | 0    |
| -    | Jáchym Galáš             | 21  | Ret |     |     |     |     |     |     |      |     |     |     |     |     | 0    |
| -    | Žarko Knego              | 31† | 22  |     |     |     |     |     |     |      |     |     |     |     |     | 0    |
| -    | Grigoriy Burlutskiy      |     |     |     |     |     |     |     |     |      |     |     |     | 23  | 23  | 0    |
| -    | Carol Wittke             | 29  | 23  |     |     |     |     |     |     |      |     |     |     |     |     | 0    |
| -    | Mattias Vahtel           |     |     |     |     |     |     |     |     |      |     | 23  | Ret |     |     | 0    |
| -    | Albert Legutko           |     |     |     |     |     |     |     |     |      |     |     |     | 28  | 24  | 0    |
| -    | Evgeny Leonov            |     |     |     |     |     |     |     |     |      |     | Ret | 24  |     |     | 0    |
| -    | Gustavo Moura            |     |     |     |     |     |     |     |     |      |     | 25  | Ret |     |     | 0    |
| -    | Paul Ip                  |     |     |     |     |     |     |     |     |      |     |     |     | 29  | 26  | 0    |
| -    | Maciej Łaszkiewicz       | 30  | Ret |     |     |     |     |     |     |      |     |     |     |     |     | 0    |
| -    | Rudolf Pešović           | Ret | Ret |     |     |     |     |     |     |      |     |     |     |     |     | 0    |
| Pos. | Piloto                   | HUN | HUN | HOC | HOC | SPA | SPA | RBR | RBR | OSC  | OSC | BAR | BAR | MNZ | MNZ | Pts. |

| Color     | Resultado                                                               |
| --------- | ----------------------------------------------------------------------- |
| Oro       | Ganador                                                                 |
| Plata     | 2.ª plaza                                                               |
| Bronce    | 3.ª plaza                                                               |
| Verde     | Finalizó en los puntos                                                  |
| Azul      | Finalizó sin puntos                                                     |
| Azul      | NC - No clasificado                                                     |
| Violeta   | Ret - No terminó (Carrera)                                              |
| Rojo      | DNQ - No se clasificó                                                   |
| Negro     | DSQ - Descalificado                                                     |
| Blanco    | DNS - No empezó (carrera)                                               |
| Blanco    | WD - Retirado (fin de semana)                                           |
| Blanco    | C - Carrera cancelada                                                   |
| Sin color | DNP - Inscrito pero no participó                                        |
| Sin color | INJ - Lesionado                                                         |
| Sin color | EX - Excluido                                                           |
| Estado    | Resultado                                                               |
| Negrita   | Pole position                                                           |
| Cursiva   | Vuelta rápida                                                           |
| †         | Abandona, pero clasifica al completar el porcentaje requerido para ello |

#### Campeonato de Equipos
| Pos. | Equipo                       | HUN | HUN | HOC | HOC | SPA  | SPA | RBR | RBR | OSC  | OSC | BAR | BAR | MNZ | MNZ | Pts. |
| ---- | ---------------------------- | --- | --- | --- | --- | ---- | --- | --- | --- | ---- | --- | --- | --- | --- | --- | ---- |
| 1    | Target Competition           | 1   | 4   | 1   | 3   | 7    | 2   | 12  | 2   | 31   | 3   | 1   | 5   | 3   | 1   | 792  |
| 1    | Target Competition           | 2   | 8   | 5   | 4   | 12   | 3   | 6   | 6   | 4    | 4   | 72  | 9   | 5   | 10  | 792  |
| 2    | Team WRT                     | Ret | 6   | 34  | 5   | 2    | 4   | 8   | 7   | 8    | 5   | 34  | 13  | 43  | 6   | 431  |
| 2    | Team WRT                     | Ret | 9   | 6   | 6   | 3    | 20  | Ret | 8   | 143  | 18  | 13  | 15  | 18  | 9   | 431  |
| 3    | JSB Compétition              | 16  | 1   | 4   | 1   | 25†  | 1   | Ret | 11  | 10   | 12  | 23  | 3   | 1   | 2   | 324  |
| 3    | JSB Compétition              | Ret | 22  | 22  | 19  | Ret5 | 17  |     |     |      |     | Ret | 25† | 23  | 22  | 324  |
| 4    | M1RA                         | 4   | 3   | 23  | 7   | 9    | 7   | 5   | 1   | 7    | 6   | 14  | 10  | 26† | 12  | 293  |
| 4    | M1RA                         | 15  | 11  | 21  | 14  | 16   | Ret | 11  | Ret | Ret  | 14  | Ret | 24† |     |     | 293  |
| 5    | M Racing                     | 3   | 5   | 12  | 23† | 15   | Ret | 43  | 4   | 94   | 7   | 5   | 6   | 8   | 16  | 247  |
| 5    | M Racing                     | Ret | 23† | 14  | Ret | 17   | Ret | Ret | 10  | Ret  | 10  | 12  | 16  | 18  | Ret | 247  |
| 6    | Comtoyou Racing              | 54  | 2   | 82  | 8   | 1    | 22† | 15  | Ret | Ret5 | 8   | Ret | 2   | 6   | 17  | 220  |
| 6    | Comtoyou Racing              |     |     |     |     |      |     |     |     |      |     |     |     | 12  | 19  | 220  |
| 7    | Team Clairet Sport           | 9   | 12  | 9   | 13  | 5    | 6   | 12  | 12  | 11   | 13  | 18  | 7   | 75  | 4   | 218  |
| 7    | Team Clairet Sport           | 11  | 15  | 10  | 15  | 24   | 18  | 16  | 14  | 17   | 15  | 215 | 26† | 15  | 8   | 218  |
| 8    | DG Sport Compétition         | 6   | Ret | 7   | 2   | 4    | 5   | Ret | 9   | Ret  | 12  | 17  | 14  | 2   | 7   | 209  |
| 9    | Brutal Fish Racing Team      | 13  | 24† | 20  | 12  | 11   | 11  | 35  | 15  | 12   | 17  | 8   | 1   | 14  | 3   | 207  |
| 9    | Brutal Fish Racing Team      |     |     | Ret | Ret | 23   | 13  | Ret | 18  | 13   | Ret | 16  | 20  | 19  | 14  | 207  |
| 10   | WestCoast Racing             | 7   | 13  | 19  | 10  | 13   | 9   | 10  | 5   | 5    | Ret | 10  | 12  | 20  | 5   | 175  |
| 10   | WestCoast Racing             | 19  | Ret | Ret | 16  | Ret  | 10  | 14  | 16  | 12   | Ret | Ret | 19  | 27† | Ret | 175  |
| 11   | Boutsen Ginion Racing        | 23  | 7   | 11  | 9   | 10   | 21  | 17† | 17  | 2    | 2   | 6   | 8   |     |     | 157  |
| 12   | BRC Racing Team              | 8   | Ret | Ret | 11  | 14   | 8   | 21  | 19† | 6    | 9   | 25  | 23  | Ret | 11  | 125  |
| 13   | Wolf-Power Racing            | 12  | Ret | 18  | WD  |      |     | 9   | 3   | Ret  | 1   | 23  | 11  |     |     | 99   |
| 14   | Vuković Motorsport           | 10  | Ret | 13  | 17  | 20   | 15  | Ret | Ret |      |     | 4   | 4   | 17  | 24† | 71   |
| 15   | PCR Sport                    | 14  | 10  | 15  | 21  | 6    | Ret | 74  | Ret | DSQ  | 19† | 24  | Ret | 9   | 15  | 70   |
| 16   | Stian Paulsen Racing         |     |     | Ret | Ret | 8    | 23† | Ret | 20† |      |     |     |     | 10  | 23  | 26   |
| 17   | Zengő Motorsport             |     |     | 23  | 22† | 19   | 12  | 13  | Ret | Ret  | Ret | 11  | 18  | 24  | Ret | 21   |
| 18   | PSS Racing Team              | 21  | 21  | 17  | 20  | 21   | 16  | Ret | 13  | 16   | 16  | 19  | Ret | 13  | 13  | 15   |
| 19   | VRC-Team                     |     |     |     |     | 18   | 14  |     |     |      |     |     |     | 114 | 25  | 14   |
| 20   | Veloso Motorsport            |     |     |     |     |      |     |     |     |      |     | 9   | 17  |     |     | 13   |
| 21   | ASK Vesnić                   | 17  | 14  |     |     |      |     |     |     |      |     |     |     |     |     | 5    |
| 21   | ASK Vesnić                   | 22  | 17  |     |     |      |     |     |     |      |     |     |     |     |     | 5    |
| 22   | QMMF Racing by PCR Sport     | 20  | 16  | 16  | 18  | 26†  | Ret |     |     | 15   | Ret | Ret | Ret | 22  | 18  | 2    |
| 23   | ALM Honda Racing             |     |     |     |     |      |     |     |     |      |     | 15  | 21  |     |     | 1    |
| 23   | ALM Honda Racing             |     |     |     |     |      |     |     |     |      |     | 20  | Ret |     |     | 1    |
| -    | Fullín Race Academy          | 24  | 18  |     |     |      |     |     |     |      |     |     |     |     |     | 0    |
| -    | Fullín Race Academy          | 25  | 20  |     |     |      |     |     |     |      |     |     |     |     |     | 0    |
| -    | GT2 Motorsport               | 18  | Ret |     |     |      |     |     |     |      |     |     |     |     |     | 0    |
| -    | Essex & Kent Motorsport      |     |     |     |     | 22   | 19  |     |     |      |     |     |     |     |     | 0    |
| -    | Auto Klub Dubrovnik Racing   | 27† | 19  |     |     |      |     |     |     |      |     |     |     |     |     | 0    |
| -    | Carville Racing              |     |     |     |     |      |     |     |     |      |     |     |     | 21  | 20  | 0    |
| -    | Legutko Racing - ADAC Berlin |     |     |     |     |      |     |     |     |      |     |     |     | 25  | 21  | 0    |
| -    | Team Novadriver              |     |     |     |     |      |     |     |     |      |     | 22  | Ret |     |     | 0    |
| -    | Tecnicars Racing Team        |     |     |     |     |      |     |     |     |      |     | Ret | 22  |     |     | 0    |
| -    | RTM Motorsport               | 26  | Ret |     |     |      |     |     |     |      |     |     |     |     |     | 0    |
| -    | GM Racing                    | Ret | Ret |     |     |      |     |     |     |      |     |     |     |     |     | 0    |
| Pos. | Equipo                       | HUN | HUN | HOC | HOC | SPA  | SPA | RBR | RBR | OSC  | OSC | BAR | BAR | MNZ | MNZ | Pts. |

| Color     | Resultado                                                               |
| --------- | ----------------------------------------------------------------------- |
| Oro       | Ganador                                                                 |
| Plata     | 2.ª plaza                                                               |
| Bronce    | 3.ª plaza                                                               |
| Verde     | Finalizó en los puntos                                                  |
| Azul      | Finalizó sin puntos                                                     |
| Azul      | NC - No clasificado                                                     |
| Violeta   | Ret - No terminó (Carrera)                                              |
| Rojo      | DNQ - No se clasificó                                                   |
| Negro     | DSQ - Descalificado                                                     |
| Blanco    | DNS - No empezó (carrera)                                               |
| Blanco    | WD - Retirado (fin de semana)                                           |
| Blanco    | C - Carrera cancelada                                                   |
| Sin color | DNP - Inscrito pero no participó                                        |
| Sin color | INJ - Lesionado                                                         |
| Sin color | EX - Excluido                                                           |
| Estado    | Resultado                                                               |
| Negrita   | Pole position                                                           |
| Cursiva   | Vuelta rápida                                                           |
| †         | Abandona, pero clasifica al completar el porcentaje requerido para ello |

### TCR BeNeLux

#### Campeonato de Pilotos
| Pos. | Piloto             | HUN  | HUN | HOC | HOC | SPA | SPA | BAR  | BAR | MNZ | MNZ | Pts.      |
| ---- | ------------------ | ---- | --- | --- | --- | --- | --- | ---- | --- | --- | --- | --------- |
| 1    | Julien Briché      | DSQ4 | 1   | 3   | 1   | Ret | 1   | 12   | 2   | 1   | 2   | 311       |
| 2    | Josh Files         | 2    | 6   | 1   | 5   | Ret | 5   | 71   | 3   | 35  | 1   | 259 (277) |
| 3    | Gilles Magnus      | 43   | 2   | 62  | 6   | 1   | 10† | Ret5 | 1   | 64  | 7   | 240 (252) |
| 4    | Santiago Urrutia   | Ret  | 4   | 45  | 3   | 2   | 8   | 23   | 8   | 43  | 3   | 237 (252) |
| 5    | Aurélien Comte     | 5    | Ret | 54  | 2   | 45  | 4   | 6    | 6   | 2   | 4   | 227 (248) |
| 6    | Mat'o Homola       | 1    | 8   | Ret | Ret | 5   | 2   | 4    | 7   | 5   | 6   | 212       |
| 7    | Maxime Potty       | Ret  | 7   | 23  | 4   | 3   | 7   | 5    | 5   | 8   | 5   | 206 (224) |
| 8    | Tom Coronel        |      |     | 7   | 7   | 6   | 9   | 34   | 4   |     |     | 129       |
| 9    | Marie Baus-Coppens | Ret  | 9†  | 9   | 9   | Ret | 6   | Ret  | 9†  | 9   | 9   | 105       |
| 10   | Dušan Borković     | 35   | 3   | 8   | Ret | 7   | Ret |      |     |     |     | 92        |
| 11   | Lilou Wadoux       | 6    | 10† | Ret | 8   | 9†  | WD  |      |     |     |     | 63        |
| 12   | Ashley Sutton      |      |     |     |     | 84  | 3   |      |     |     |     | 47        |
| 13   | Stéphane Lémeret   | 7    | 5   |     |     |     |     |      |     |     |     | 42        |
| 14   | Sami Taoufik       |      |     |     |     |     |     |      |     | 7   | 8   | 36        |
| Pos. | Piloto             | HUN  | HUN | HOC | HOC | SPA | SPA | BAR  | BAR | MNZ | MNZ | Pts.      |

| Color     | Resultado                                                               |
| --------- | ----------------------------------------------------------------------- |
| Oro       | Ganador                                                                 |
| Plata     | 2.ª plaza                                                               |
| Bronce    | 3.ª plaza                                                               |
| Verde     | Finalizó en los puntos                                                  |
| Azul      | Finalizó sin puntos                                                     |
| Azul      | NC - No clasificado                                                     |
| Violeta   | Ret - No terminó (Carrera)                                              |
| Rojo      | DNQ - No se clasificó                                                   |
| Negro     | DSQ - Descalificado                                                     |
| Blanco    | DNS - No empezó (carrera)                                               |
| Blanco    | WD - Retirado (fin de semana)                                           |
| Blanco    | C - Carrera cancelada                                                   |
| Sin color | DNP - Inscrito pero no participó                                        |
| Sin color | INJ - Lesionado                                                         |
| Sin color | EX - Excluido                                                           |
| Estado    | Resultado                                                               |
| Negrita   | Pole position                                                           |
| Cursiva   | Vuelta rápida                                                           |
| †         | Abandona, pero clasifica al completar el porcentaje requerido para ello |

#### Campeonato de Equipos
| Pos. | Equipo                               | HUN  | HUN | HOC | HOC | SPA | SPA | BAR  | BAR | MNZ | MNZ | Pts.      |
| ---- | ------------------------------------ | ---- | --- | --- | --- | --- | --- | ---- | --- | --- | --- | --------- |
| 1    | JSB Compétition                      | 43   | 1   | 35  | 1   | 64  | 1   | 12   | 2   | 1   | 2   | 314 (363) |
| 2    | Autodis Racing by Target Competition | 1    | 3   | 1   | 4   | 45  | 2   | 41   | 3   | 35  | 1   | 288 (343) |
| 3    | Team WRT                             | Ret4 | 4   | 23  | 3   | 2   | 3   | 23   | 5   | 43  | 3   | 262 (288) |
| 4    | Comtoyou Racing                      | 2    | 2   | 52  | 5   | 1   | 6   | Ret5 | 1   | 54  | 5   | 261 (283) |
| 5    | DG Sport Compétition                 | 35   | Ret | 4   | 2   | 3   | 4   | 5    | 6   | 2   | 4   | 244 (266) |
| 6    | Boutsen Ginion Racing                | 5    | 5   | 6   | 6   | 5   | 5   | 34   | 4   |     |     | 197       |
| Pos. | Equipo                               | HUN  | HUN | HOC | HOC | SPA | SPA | BAR  | BAR | MNZ | MNZ | Pts.      |

| Color     | Resultado                                                               |
| --------- | ----------------------------------------------------------------------- |
| Oro       | Ganador                                                                 |
| Plata     | 2.ª plaza                                                               |
| Bronce    | 3.ª plaza                                                               |
| Verde     | Finalizó en los puntos                                                  |
| Azul      | Finalizó sin puntos                                                     |
| Azul      | NC - No clasificado                                                     |
| Violeta   | Ret - No terminó (Carrera)                                              |
| Rojo      | DNQ - No se clasificó                                                   |
| Negro     | DSQ - Descalificado                                                     |
| Blanco    | DNS - No empezó (carrera)                                               |
| Blanco    | WD - Retirado (fin de semana)                                           |
| Blanco    | C - Carrera cancelada                                                   |
| Sin color | DNP - Inscrito pero no participó                                        |
| Sin color | INJ - Lesionado                                                         |
| Sin color | EX - Excluido                                                           |
| Estado    | Resultado                                                               |
| Negrita   | Pole position                                                           |
| Cursiva   | Vuelta rápida                                                           |
| †         | Abandona, pero clasifica al completar el porcentaje requerido para ello |